# Chlorophytum affine
Chlorophytum affine är en sparrisväxtart som beskrevs av John Gilbert Baker. Chlorophytum affine ingår i släktet ampelliljor, och familjen sparrisväxter.

## Underarter
Arten delas in i följande underarter:
- C. a. affine
- C. a. curviscapum